# دارين كريس
دارين إفيريت كريس (بالإنجليزية: Darren Criss) (ولد في 5 فبراير 1987) ممثل مغني، عازف على عدة أجهزة، كاتب أغاني وملحن أمريكي، مؤسس وشريك في شركة الإنتاج "StarKid". بدأ بشد الانبتاه إليه عندما لعب دور هاري بوتر في مسرحية «هاري بوتر الموسيقية» التي أنتجتها شركة "StarKid". عرف دارين كريس بدوره «بلاين أندرسون» في مسلسل "Glee"، كانت أول أغنية غناها في المسلسل هي "Teenage Dream" التي غناها مع «فريق واربلرز» وحصلت الأغنية على أعلى المبيعات حيث باعت الأغنية أكثر من 1.3 مليون نسخة، وحصلت على المركز الثامن في "Billboard Hot 100" في يناير 2012 ظهر دارين كريس لأول مرة في البرودواي ونجح، ثم في سبتمبر 2012 ظهر لأول مرة في الفيلم الكوميدي فتاة على الأرجح (2012).

## روابط خارجية
- الموقع الرسمي
- دارين كريس على موقع IMDb (الإنجليزية)
- دارين كريس على موقع ميتاكريتيك (الإنجليزية)
- دارين كريس على موقع روتن توميتوز (الإنجليزية)
- دارين كريس على موقع قاعدة بيانات الأفلام العربية
- دارين كريس على موقع ألو سيني (الفرنسية)
- دارين كريس على موقع ميوزك برينز (الإنجليزية)
- دارين كريس على موقع رولينغ ستون (الإنجليزية)
- دارين كريس على موقع تيرنر كلاسيك موفيز (الإنجليزية)
- دارين كريس على موقع أول موفي (الإنجليزية)
- دارين كريس على موقع قاعدة بيانات برودواي على الإنترنت (الإنجليزية)
- دارين كريسر على بلاي بيل نسخة محفوظة 9 يناير 2012 على موقع واي باك مشين.